# بنی‌آباد (خواف)
بنی‌آباد، روستایی است از توابع بخش جلگه زوزن و در منطقه پایین  خواف استان خراسان رضوی ایران.
که درفاصله ۷۰کیلومتری از خواف در مسیر قاین بعد از روستاهای علی اباد و مهراباد  واقع شده است و بخش عشایری این روستا دشت کج گردن نام دارد که دربهار مردم روستا به این منطقه برای دامپروری کوچ میکنند مناسفانه چندین سال متوالی این روستا و روستاهای اطراف درگیری خشکسالی شده اند

## جمعیت
این روستا در دهستان کیبر قرار داشته و بر اساس سرشماری سال ۱۳۹۰ جمعیت آن (۱۶۶خانوار) (۶۸۶نفر).
.